# Veine laryngée supérieure
La veine laryngée supérieure est une veine qui draine le larynx et termine dans la veine thyroïdienne supérieure.
C'est la veine principale de l’étage glottique du larynx. Protégée par une  muqueuse dans son trajet au niveau du récessus piriforme, elle perfore la membrane thyro-hyoïdienne et se termine dans la veine thyroïdienne supérieure, parfois dans la veine jugulaire interne. Elle reçoit les veines de la base de la langue et de l’épiglotte.